# Pastel de terciopelo rojo
El pastel de terciopelo rojo es un pastel en capas de color rojo con glaseado de queso crema o crema armiño. Se desconoce el origen del pastel, aunque es popular en el sur de Estados Unidos y se sirve como postre en el hotel Waldorf Astoria de la ciudad de Nueva York desde la década de 1920. Tanto el hotel como Eaton's en Canadá afirman haber desarrollado la receta.
Los ingredientes del pastel incluyen levadura en polvo, mantequilla, suero de mantequilla o vinagre, cacao en polvo, huevos, harina, sal, extracto de vainilla y, en la mayoría de las recetas modernas, colorante alimentario rojo.
El pastel perdió popularidad después de que el colorante rojo número 2 se relacionara con el cáncer en la década de 1970. A finales del siglo XX, el pastel recuperó popularidad en Estados Unidos hasta el punto de que se empezaron a elaborar otros productos alimenticios para imitar su sabor y otros productos de consumo para imitar su aroma.

## Historia

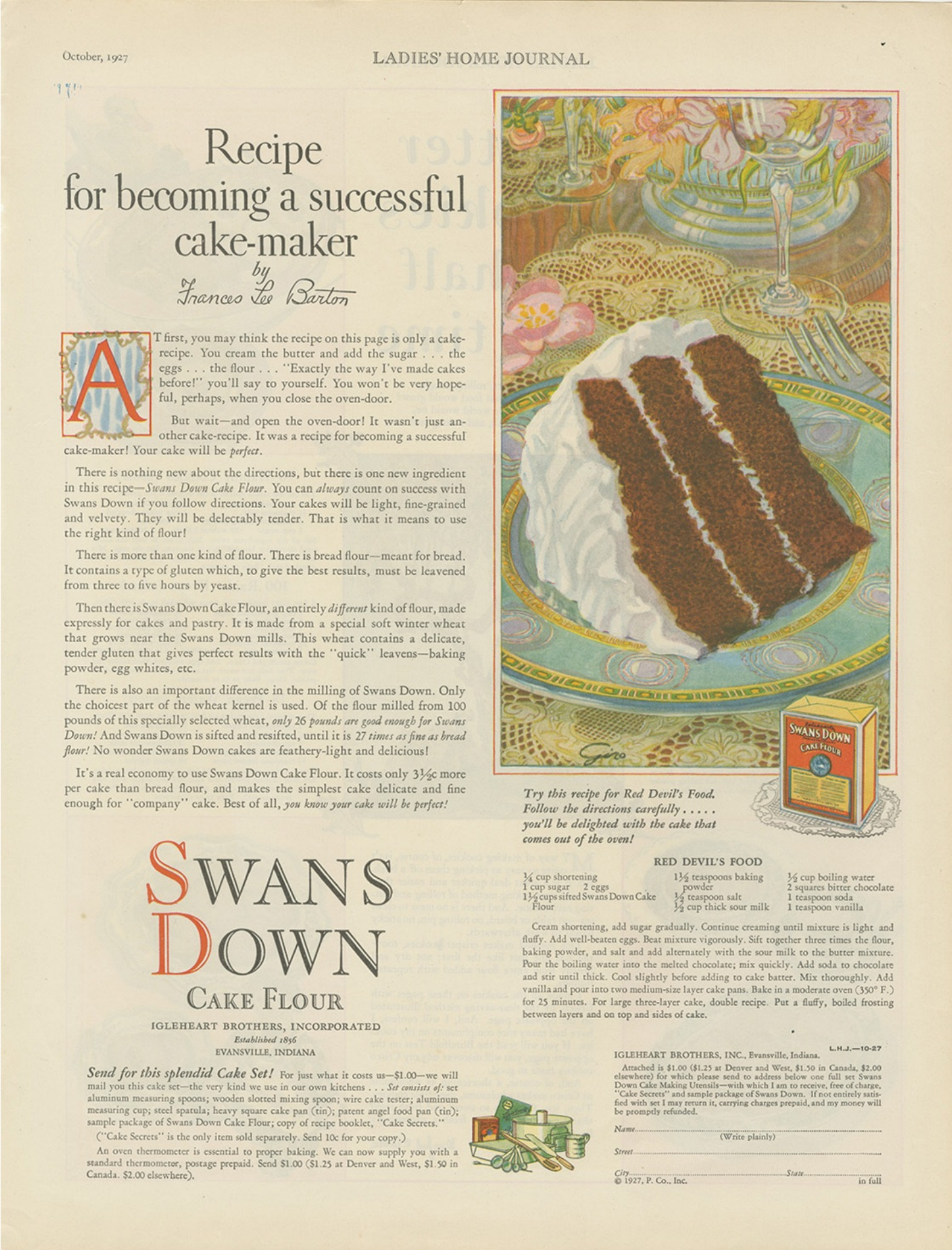
Una receta de pastel de terciopelo rojo en Ladies' Home Journal, 1927. Se le identifica como red devil cake («pastel del diablo rojo»).

Aunque es popular en el sur de Estados Unidos, se desconoce dónde se originó el pastel de terciopelo rojo. Las recetas de pasteles «de terciopelo», denominados así por la finura de la textura de su miga, datan del siglo XIX, pero incluyen una variedad de tipos de pasteles, incluidos los shortcakes y los panqueques, cuyas recetas incluían ingredientes como harina de almendra, cacao en polvo o almidón de maíz para suavizar las proteínas de la harina de trigo y hacer pasteles de textura más fina. En esa época, el azúcar moreno, también llamado azúcar rojo, también estaba disponible con mayor facilidad y a un precio más económico que el azúcar blanco refinado, y es posible que haya tornado los pasteles «vagamente rojizos», según la escritora gastronómica Stella Parks.
Además, en el siglo XIX aparecieron las primeras recetas de pastel de chocolate, algunas de las cuales incluían suero de mantequilla, que al combinarse con cacao crudo en polvo daba al rebozado y al pastel resultante un tono burdeos natural. Entre los pasteles elaborados con este tipo de receta se encuentran el pastel del Diablo, el pastel de caoba y el pastel de sangre de buey. Según Parks, el concepto de pastel de terciopelo de cacao en polvo se originó a principios del siglo XX cuando se fusionaron las recetas del pastel de caoba y el pastel del Diablo. Durante la Primera Guerra Mundial y la Gran Depresión, los pasteles hechos con remolacha eran rojos, mientras que los pasteles de chocolate hechos con remolacha eran de color burdeos.
En la década de 1920, el pastel en capas de terciopelo rojo se convirtió en un postre famoso en el hotel Waldorf-Astoria de la ciudad de Nueva York. Según John Harrisson y John Doherty, autores del Waldorf-Astoria Cookbook, el pastel se considera una receta sureña. Cuando el colorante alimentario estaba en desarrollo en la década de 1930, los fabricantes lo comercializaban creando recetas que lo incluían para realzar los colores naturales de otros ingredientes. Una de esas recetas fue desarrollada durante la Segunda Guerra Mundial por la empresa Adams Extract; los propietarios la crearon basándose en el pastel de caoba con glaseado de armiño después de comerlo en el Waldorf-Astoria. Su receta se hizo conocida desde entonces en todo el país. En la década de 1960, las recetas de pastel de terciopelo rojo aparecieron en los periódicos y en varios libros de cocina. A partir de la década de 1970, después de que el colorante rojo n.° 2 se relacionara con el cáncer, el pastel perdió popularidad. A finales del siglo XX, el pastel recuperó popularidad como resultado de la película Magnolias de acero 1989, en la que aparecía el pastel en una escena.
En Canadá, el pastel fue popular en las décadas de 1940 y 1950. Se presentó en los restaurantes dentro de los grandes almacenes Eaton's en Toronto y fue ampliamente considerado como uno de los favoritos de Flora Eaton. El libro de cocina Lunch with Lady Eaton se refiere a él como una «receta dulce exclusiva de Eaton's». El Waldorf-Astoria también afirma haber creado el pastel.

## Ingredientes y preparación

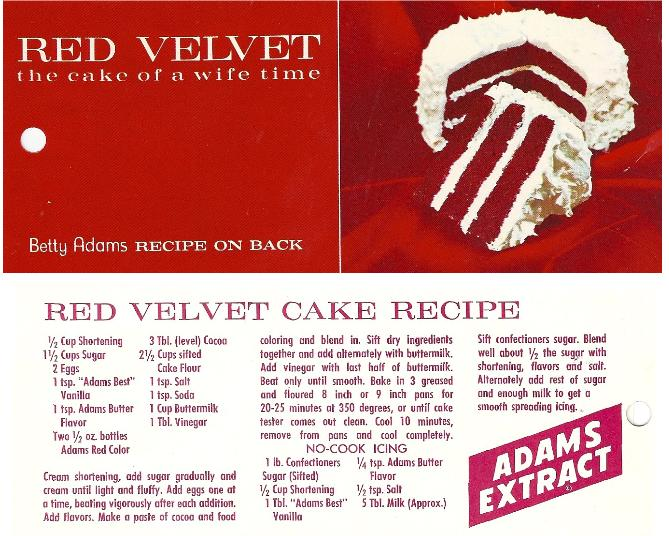
La receta de pastel de terciopelo rojo del Adams Extract.

Los ingredientes principales del pastel de terciopelo rojo son polvo de hornear, mantequilla, suero de mantequilla, cacao en polvo, huevos, harina, azúcar, sal, extracto de vainilla, vinagre y, en las recetas modernas, jugo de remolacha o colorante alimentario rojo.
La masa se prepara batiendo primero la mantequilla, el azúcar, los huevos y el extracto de vainilla. Por separado, se combinan el cacao en polvo y el zumo de remolacha o colorante alimentario rojo y luego se integran a la mezcla. Luego se añaden los ingredientes restantes, se mezclan y se combinan. Después de verter la masa en un molde para pastel, el pastel se hornea durante 20 a 25 minutos y se enfría antes de agregar el glaseado entre las capas. La mayoría de las recetas modernas requieren un glaseado de queso crema, pero algunas recetas requieren glaseado de armiño.

### Variaciones
La variación de remolacha de la chef Pamela Moxley tiene remolacha, jugo de limón y queso de cabra como componentes adicionales. Según la receta de esta variación, las remolachas se cortan del tamaño de cebollas en rodajas y se agregan a la masa, mientras que se usa jugo de limón para teñir la masa de rojo; el queso de cabra se combina con el glaseado de queso crema. Otras variantes de pastel incluyen el pastel bundt de terciopelo rojo, el pastel Döberge, la tarta helada y el pastel de queso. Las alternativas al pastel de terciopelo rojo sin tarta incluyen las galletas de terciopelo rojo, los brownies, los rollos de canela, los cafés con leche, los tés, los waffles, los pop-tarts y los sundae. El sabor también se ha utilizado en polvos de proteínas y vodka y como aroma en velas y ambientadores.

## En la cultura
En la cultura popular, apareció en la película Magnolias de acero como un pastel de terciopelo rojo con forma de armadillo, lo que resultó en un aumento inmediato del interés en él. En 2002, los cantantes Jessica Simpson y Nick Lachey lo utilizaron como pastel de bodas. Con el tiempo, se puso de moda en las panaderías de lujo. El director de investigación de Packaged Facts, una editorial de investigaciones alimentarias, señala que el pastel representó el 1,5% de todos los platos del menú en Estados Unidos, y en 2013, el 4,1%. Según Kim Severson, de The New York Times, en 2014 el pastel se había convertido en «una obsesión comercial nacional»; describió el pastel como si «se hubiera quedado atrapado en la máquina comercializadora de alimentos estadounidense».
La escritora de libros de cocina Nicole A. Taylor observa que el pastel de terciopelo rojo se sirve comúnmente para las celebraciones de Navidad y Juneteenth. Sin embargo, no es un plato que esté estrechamente asociado con la cultura afroestadounidense. Aunque a menudo se considera que el pastel es un pastel sureño, la chef Virginia Willis describió la categorización del pastel como parte de la gastronomía sureña como «insultante en cierto nivel cultural».

## Recepción
El chef James Beard consideraba que el pastel de terciopelo rojo era insípido y poco interesante, pero publicó una receta para él en su libro de 1972 James Beard's American Cookery. Angie Mosier, de la Southern Foodways Alliance, dijo: «Es la Dolly Parton de los pasteles: un poco de mal gusto, pero te encanta».